# Lewistown (Maryland)
Lewistown es un lugar designado por el censo ubicado en el condado de Frederick en el estado estadounidense de Maryland. En el Censo de 2020 tenía una población de 458 habitantes y una densidad poblacional de 272,62 habitantes por km². Fue incluido como CDP en el censo de 2020. 

## Geografía
Lewistown se encuentra ubicado en las coordenadas 39°22′37″N 77°25′09″O / 39.37694, -77.41917. Según la Oficina del Censo de los Estados Unidos,  tiene una superficie total de 1,68 km², de la cual 1,66 km² corresponden a tierra firme y 0,02 km² a agua.